# Molfetta (stacja kolejowa)
Molfetta (wł. Stazione di Molfetta) – stacja kolejowa w Molfetta, w prowincji Bari, w regionie Apulia, we Włoszech. Znajduje się na linii Adriatica.
Według klasyfikacji RFI ma kategorię srebrną.

## Linie kolejowe
- Adriatica